# Revlehul
Et hestehul eller revlehul er et hul i en revle, hvor der kan dannes en kraftig udadgående lokal og midlertidig strøm. Revlehullerne ligger med 100-400 meters interval langs (sand-) stranden og opstår, når der er tilstrækkeligt meget vand inden for revlen grundet bølger, som giver et pres, der danner en udadgående strøm gennem revlen.
Af og til kaldes revlehuller for udadgående strøm eller fralandsstrøm.
Navnet hestehul kommer af, at sømænd i gamle dage kaldte revler for heste, deraf navnet hestehuller.
Badende vil ved et revlehul – i sjældne tilfælde – kunne blive ført med strømmen ud på dybt vand. Strømmen er så kraftig (2-8 km/t), at det man instinktivt vil gøre – svømme mod land – er virkningsløst. Selv dygtige svømmere kan ikke klare det. Man skal slappe af og i stedet enten svømme langs kysten, så man kommer bort fra den udadrettede strøm, eller blot holde sig flydende. Så kan man måske svømme i land et sted hvor der ikke er udadrettede strøm.
Det er en skrøne, at badende vil kunne blive suget under vandet i hestehullet, men man mister fodfæstet, hvis strømmen er stærk nok, og bliver nødt til at træde vande eller svømme. Er hullet i revlen dybt nok, kan det i sig selv gøre, at man mister fodfæstet, når man træder ud i revlehullet.

## Anvendelser
Revlehuller kan være anvendelige for surfere, da de så sparer kræfter på at padle ud for at fange en bølge. De kan også anvendes af livreddere (svømmende eller på padlebrædder), hvor de så kan anvende revlehuller til at komme hurtigere ud fra kysten for at kunne udføre en redning hurtigere, end hvis de skulle have svømmet/padlet gennem bølgerne.